# SIREN (漫画)
『SIREN』（セイレン）は、村上もとかによる日本の漫画作品。『週刊ヤングサンデー』（小学館）に連載された。コミックスはヤングサンデーコミックス（小学館）より全1巻。
タイトルのSIREN（セイレン）はギリシア神話のセイレーンのことである旨が作中で語られている。

## あらすじ
日本初の女性F3ドライバーであり、モータージャーナリストでもある椎名ひとみは、5年前に恋人間宮邦彦を交通事故で亡くしていた。邦彦は日本人3人目のF1ドライバーと期待されていたプロレーサーであったが、フェラーリ・328に乗って箱根スカイラインで謎のドライバーと競い、事故を起こしたのであった。
ひとみが愛車アルファロメオ・スパイダーで箱根スカイラインを走っていると、煽ってきた黒いポルシェ・928S4。ボディにセイレンのエンブレムを描いたそのポルシェこそが、邦彦を死に追いやった相手であった。ポルシェにひとみは完敗する。
ひとみは幼なじみで、大手興信所に勤める金田康子にナンバープレートからポルシェ・928S4の持ち主の調査を依頼する。ポルシェの持ち主は影佐亮という麻薬所持で逮捕されてレース界から永久追放された元プロレーサーであった。しかし、影佐は5年前にポルシェ・928S4に乗って事故を起こし、死亡していた。

## 書誌情報
ヤングサンデーコミックス（小学館）全1巻
- 1991年3月発行、ISBN 4-09-151241-0